# Jean-François Raffaëlli
Pour les articles homonymes, voir Raffaelli.
Jean-François Raffaëlli, né le 20 avril 1850 à Paris où il est mort le 11 février 1924, est un peintre, sculpteur et graveur français.
Peintre naturaliste, il cherche surtout à évoquer dans ses toiles et ses dessins des scènes de la banlieue parisienne, des intérieurs et des portraits souvent dramatiques. On lui doit également des gravures de sites parisiens : Notre-Dame, les Invalides et des illustrations des écrits de Joris-Karl Huysmans. Il est associé au mouvement impressionniste.

## Biographie

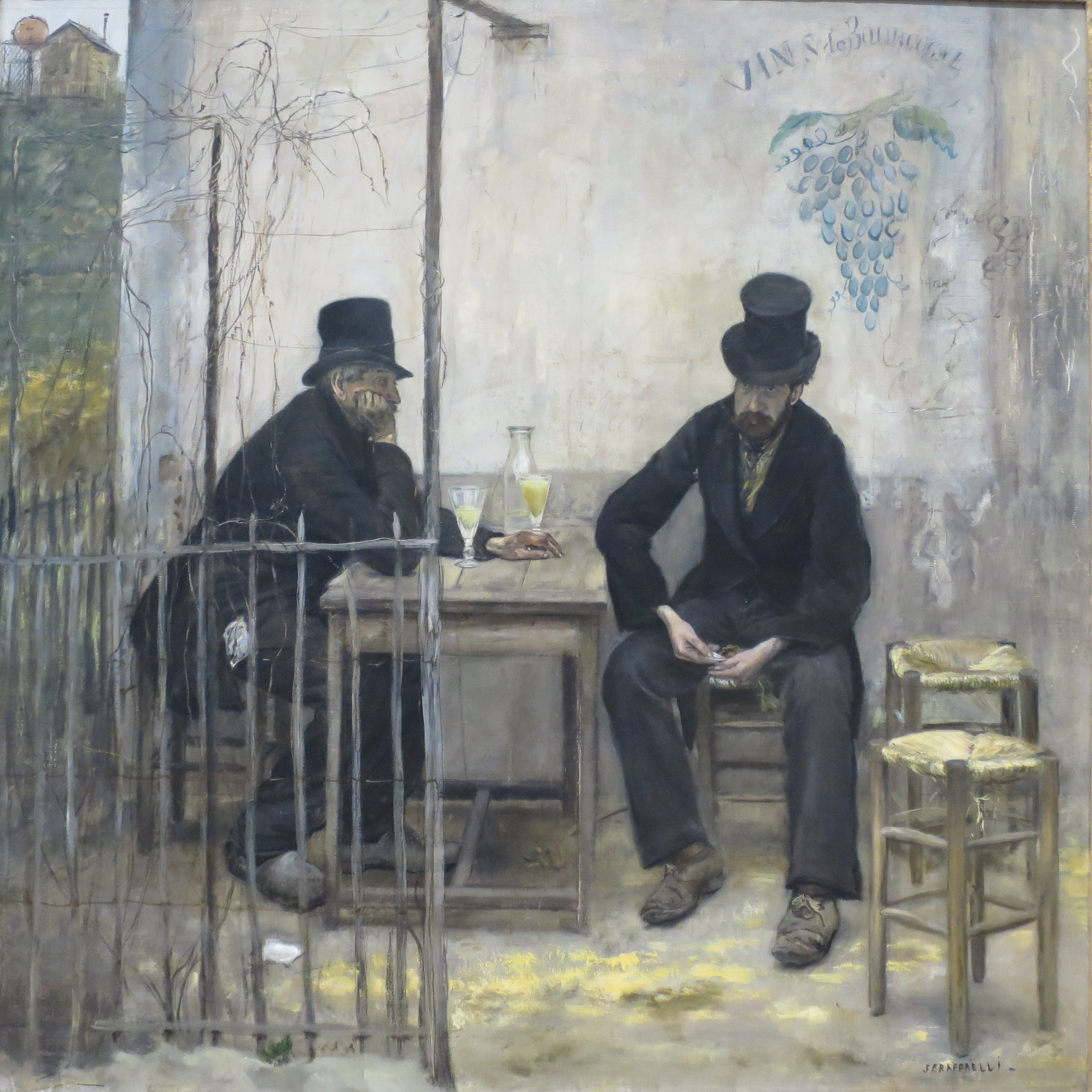
Les Buveurs d'absinthe (1880-1881), musée des Beaux-Arts de San Francisco. Œuvre présentée à l'exposition impressionniste de 1881 sous le titre Les Déclassés.

Issu d'une famille d’origine italienne et lyonnaise, Jean-François Raffaëlli doit travailler jeune. À 18 ans, il est choriste et acteur sous le nom de Raffa, dans les théâtres lyriques et chantre d'église. Il suit le matin les cours de l’École des beaux-arts de Paris, dont celui de Jean-Léon Gérôme. Engagé dans les régiments de marche durant la guerre de 1870, il assiste à la Semaine sanglante qu'il décrit dans de nombreux croquis.
Il débute au Salon de 1870, puis y est régulièrement refusé jusqu'en 1875, mais il continue en parallèle son métier de chanteur, qui lui permet de faire un tour de méditerranée en Italie, Espagne, Algérie, Égypte, dont il rapporte des tableaux dans le style de Fortuny. À son retour, il découvre son style et ses sujets dans un séjour en Bretagne qu'il expose avec succès au Salon de 1876 (La Famille de Jean-le-Boîteux, paysans de Plougasnou, Paris, musée d'Orsay), puis par son installation dans la banlieue parisienne.
En 1879, il épouse Rachel Héran (1849-1924) avec qui il a eu une fille Jeanne en 1877. Les témoins du mariage sont ses amis Edgar Degas et Albert Bartholomé.
Il rencontre les impressionnistes et le milieu des artistes et écrivains naturalistes au café Guerbois.
En 1880, il illustre avec Jean-Louis Forain le recueil de Huysmans, Croquis Parisiens.
À la demande de Degas, il participe aux expositions impressionnistes de 1880 (avec 40 œuvres) et 1881 (33 œuvres), puis il est exclu du groupe à la demande de Monet, Paul Gauguin et Gustave Caillebotte qui le considèrent comme trop envahissant. Il se rapproche du groupe des XX à Bruxelles. Il expose alors après 1881 au Salon des artistes français.
Sa première exposition personnelle a lieu en 1884, dans une boutique à louer avenue de l'Opéra où il expose 150 œuvres, peintures, dessins et gravures, des « portraits types de gens du peuple », de chiffonniers, de terrassiers, de petits-bourgeois, paysages de fortifications et de banlieues ouvrières.
Figure de l'École Nouvelle, que la critique d'alors surnomme « l'école du Laid », Raffaëlli répond dans une conférence à Bruxelles en 1885 où il se place sous l'égide de la Grèce, du réalisme rustique de Jean-François Millet pour expliquer son œuvre et ses choix par sa tristesse sa désespérance et sa colère.
Il obtient une mention honorable au Salon des artistes français de 1885 et est nommé chevalier de la Légion d'honneur en 1889. Il obtient une médaille d'or à l'Exposition universelle de 1889 et est promu officier de la Légion d'honneur en 1906. Il est aussi membre de la Société nationale des beaux-arts.
Au début de sa carrière, il habite rue de la Bibliothèque à Asnières dans un petit pavillon de banlieue, laquelle devient son territoire artistique de la Zone aux portes de Paris et qui le rendit célèbre en peignant et en gravant la misère sociale des chiffonniers. Il est également commentateurs et critiques des œuvres d'autres peintres (Gustave Courbet, Ingres) et conférencier de musées.
Il apprend l'anglais, voyage dans toute l'Europe et aux États-Unis où il réside cinq mois en 1895. Il expose ses Parisiennes sur le boulevard des Italiens à Pittsburgh en 1899 où il se rendit pour être membre du jury de l'Exposition Carnegie Internationale. À ces occasions, il donne des conférences suivies alors que Paul Durand-Ruel organise une exposition de ses gravures à New York.
Artiste polyvalent, il est également inventeur d'une forme de pastel à l'huile, compositeur, écrivain, et se dit même chanteur d'opéra. Devenu riche, il s'installe dans un hôtel particulier rue de Courcelles, où en plus de son atelier, il ouvre une galerie. Là, il reçoit en un salon couru et donne des repas fastueux où se croisent le Tout-Paris, dont Octave Mirbeau, Maurice Barrès, Georges Clemenceau, Auguste Rodin ou Émile Zola. Il abandonne alors le thème de la banlieue pour se consacrer à Paris avec un succès moindre, mais également à des portraits comme celui de Georges Clemenceau prononçant un discours pendant une réunion électorale au Cirque Fernando en 1883 (Paris, musée d'Orsay), ou Rodin dans son atelier (localisation inconnue).

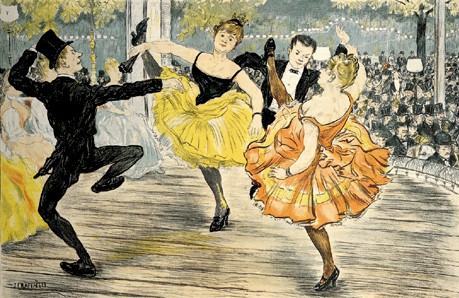
Quadrille au bal des Ambassadeurs (1886), localisation inconnue. Le thème du bal forain est commun chez Raffaëlli, Degas et Lautrec.

À ses débuts caricaturiste âpre d'un réalisme social tragique, Raffaëlli semble être alors dans le sillage de Degas et de la photographie par le choix de ses cadrages. Il évolue sous l'influence de Berthe Morisot délaissant les sujets populaires et misérabilistes pour des sujets et portraits familiers bourgeois et intimes à la touche légère et fractionnée (Les Deux Sœurs, 1889, musée des Beaux-Arts de Lyon), quand Toulouse-Lautrec semble lui voler la vedette et ses sujets La Goulue, Les Bals de Montmartre.

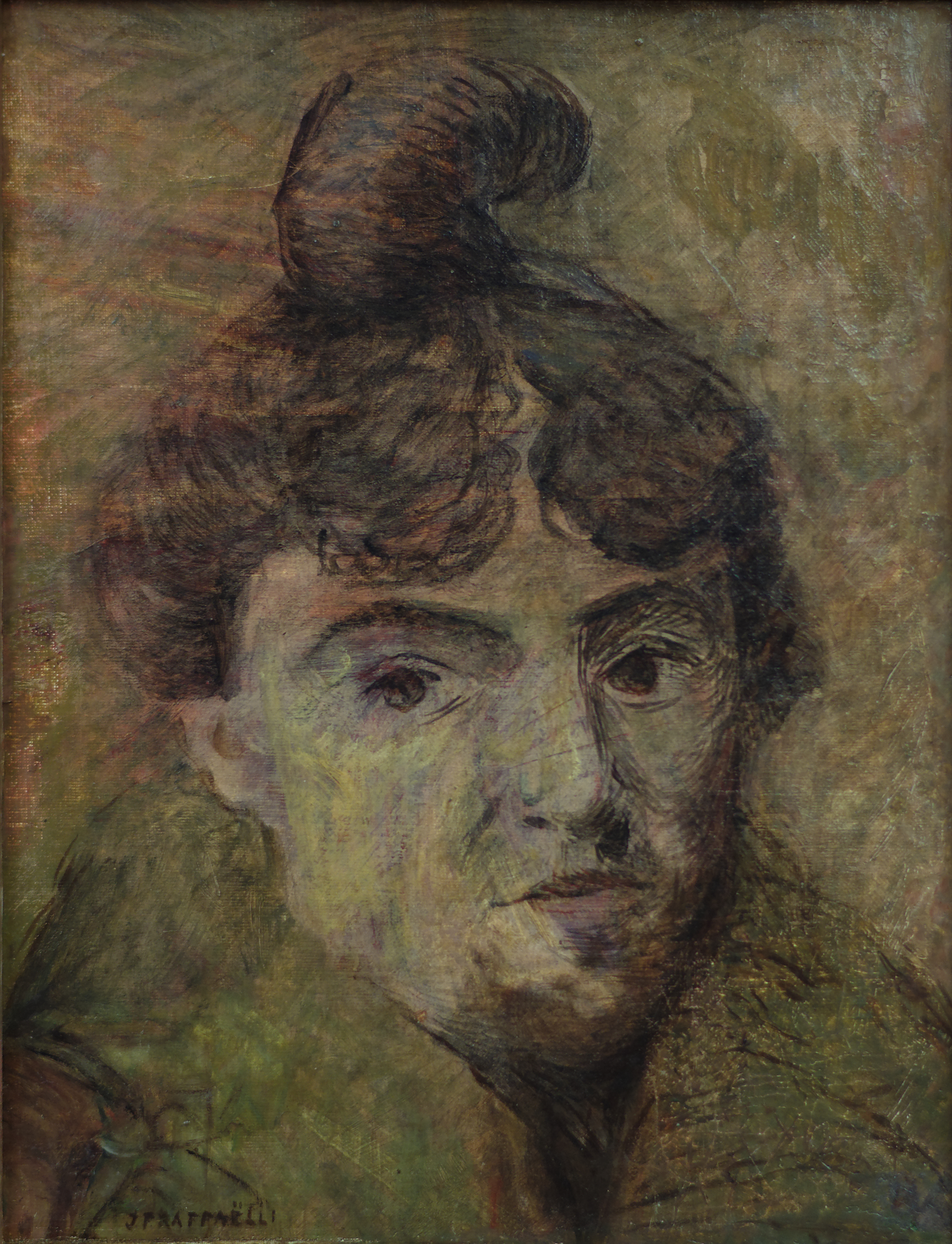
La Goulue (1880), musée des Beaux-Arts de Dijon.

Le 4 mai 1897, sa femme et sa fille survivent à l'incendie du Bazar de la Charité.
En 1904, il fonde la Société de la gravure originale en couleurs, qu'il va présider tout en organisant un salon annuel chez le galeriste Georges Petit durant vingt ans.
Après 1915, le peintre s'isole et continue à pratiquer la gravure en couleurs.
Il meurt le 11 février 1924 rue Chardin dans le 16e arrondissement de Paris, et est inhumé à Paris  au cimetière du Père-Lachaise (23e division).
Son atelier est vendu à Paris à l'hôtel Drouot, les 1er et 2 décembre 1924.
Au dire de Gustave Coquiot, Raffaëlli était un homme vaniteux, qui se disait « plus haut que Raphaël », mais pour le critique Félix Fénéon, Rafaëlli est l'inventeur du paysage de banlieue : « un talus, des arbres en balais, des cheminées d'usine, des toits rouges, un sol fertile en tessons, le ciel triste. »

## Œuvres

### Ouvrages illustrés

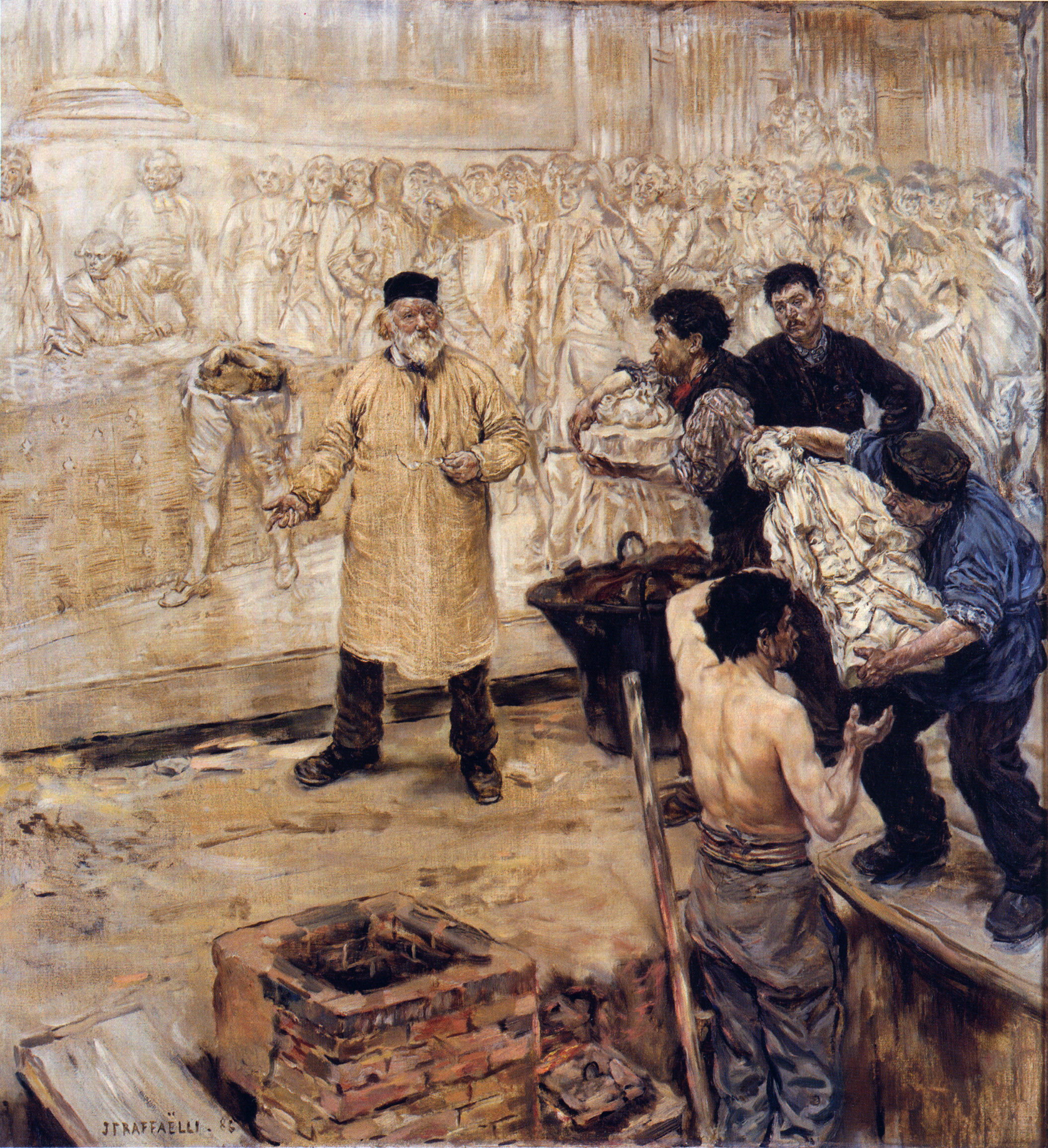
Chez le fondeur (1886), musée des Beaux-Arts de Lyon.

- Joris-Karl Huysmans, Croquis parisiens, eaux-fortes de Jean-Louis Forain et Raffaëlli, Paris, H. Vaton, 1880 (lire en ligne sur Gallica).
- Les Types de Paris, texte par Edmond de Goncourt, Alphonse Daudet, Émile Zola…, dessins de Jean-François Raffaëlli, Paris, E. Plon, Nourrit et Cie, 1889 (lire en ligne sur Gallica).
- Jules et Edmond de Goncourt, Germinie Lacerteux, préface de Gustave Geffroy, Paris, P. Gallimard, 1890 (lire en ligne sur Gallica).
- Octave Mirbeau, Contes de la chaumière, Paris, Georges Charpentier et Eugène Fasquelle, 1894.
- Claudius Madrolle, En Guinée, ouvrage illustré d'un portrait par Raffaëlli et de 300 dessins par L. Cahours, Paris, H. Le Soudier, 1895.
- Joris-Karl Huysmans, Les Sœurs Vatard, illustrées de 28 compositions dont 5 hors-texte en couleurs par J.-F. Raffaelli, préface de Lucien Descaves, 1909 (lire en ligne sur Gallica).
- Gustave Coquiot, Le Vrai J.-K. Huysmans, préface de Joris-Karl Huysmans, avec un portrait par Raffaëlli, Paris, C. Bosse, 1912.

### Publications
- Catalogue illustré des œuvres de Jean-François Raffaëlli exposées 28 bis, avenue de l'Opéra, du 15 mars au 15 avril 1884, suivi d’« Une étude des mouvements de l'art moderne et du beau caractériste », par J.-F. Raffaëlli, Paris, 1884.
- Le Laid, l'intimité, la sensation et le caractère dans l'art ; une bibliothèque des dessins, conférence au palais des Beaux-Arts de Bruxelles, au Salon annuel des XX, le 7 février 1885, Poissy, Imprimerie de S. Lejay.
- Les Promenades d'un artiste au Musée du Louvre, Paris : Bibliothèque des Annales politiques et littéraires, 1908 (lire en ligne sur Gallica). Réédité sous le titre Mes promenades au Musée du Louvre, préface de Maurice Barrès, Paris : Éditions d'art et de littérature, 1913.
- Correspondance Jean-François Raffaëlli - Octave Mirbeau, textes établis, présentés et annotés par Pierre Michel, Tusson : Imprimerie du Lérot, 1993.

### Œuvres dans les collections publiques
- Dijon, musée des Beaux-Arts : La Goulue, 1880, huile sur toile, 34,5 × 27 cm.
- Gray, musée Baron-Martin : 
  - (Sans titre) quai de la Tournelle, estampe en couleur ;
  - Route de la révolte à Neuilly, 1905, eau-forte en couleur.
- Le Havre, musée André Malraux : Paris en 1900, Huile sur toile, 61 × 82 cm[16]
- Lyon, musée des Beaux-Arts : Chez le fondeur, 1886, huile sur toile. Le fondeur Eugène Gonon dans son atelier est entouré de ses assistants pour procéder à la confection des moulages préliminaires à la fonte du bronze du haut-relief de Jules Dalou intitulé Mirabeau répondant à Dreux-Brézé.
- Morlaix, musée des Beaux-Arts : Portrait de Gustave Geffroy, 1917 ou 1918, huile sur toile.
- Paris
  - Petit Palais : L'Institut de France, huile sur toile[17]
  - Musée d'Orsay :
    - Les Invités attendant la noce, avant 1884, huile sur bois, 52 × 68 cm[18]
    - Notre-Dame de Paris, avant 1896, huile sur toile, 70 × 80 cm[19]
- Pau, musée des Beaux-Arts : L'Apprentie, 1908, huile sur toile, 225 × 103 cm[20]
- Reims, musée des Beaux-arts :
  - Les Boulevards extérieurs, 1880, crayon noir, pastel sec, graphite et gouache sur papier pumicif beige contrecollé sur carton ;
  - Les Champs-Élysées, 1902, huile sur toile ;
  - Le Chiffonnier, 1879, huile sur toile ;
  - Le Carrefour Drouot à Paris, fin XIXe siècle, huile sur toile
- Musée d'Art moderne et d'Art contemporain (Liège) : Buveur d'absinthe, 1880, 50 × 32 cm[21]
- Collections privées
  - Jardin du Luxembourg, huile sur panneau, 59 × 84 cm[22]

Œuvres de Jean-François Raffaëlli
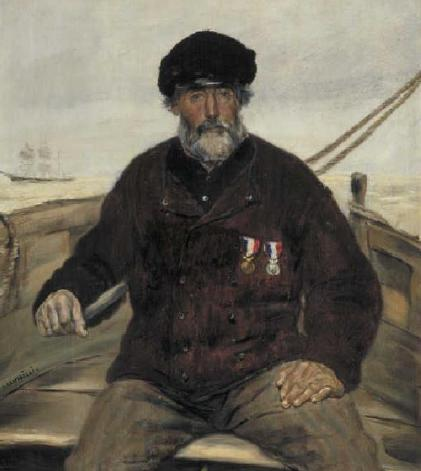
Le Père Alcazin à Honfleur, vieux sauveur (vers 1850-1875), Rotterdam, musée Boijmans Van Beuningen.
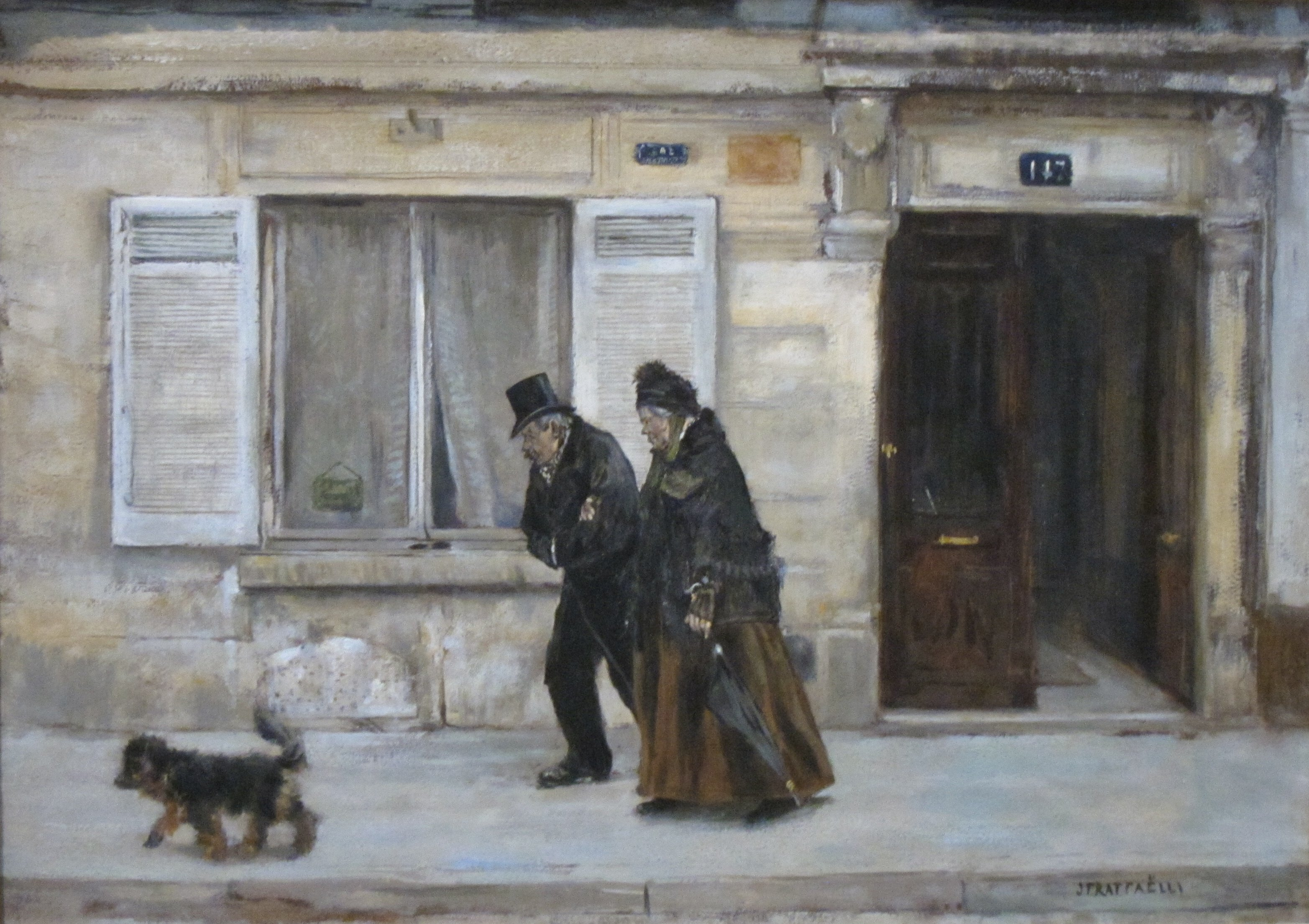
Promenade (début des années 1880), Los Angeles, Getty Center.
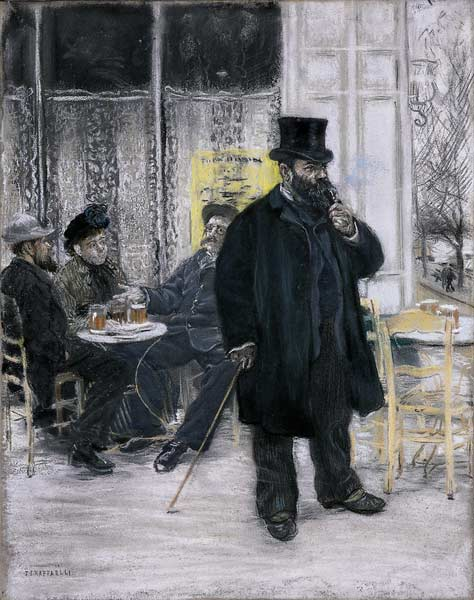
Bohèmes au café (1886), musée des Beaux-Arts de Bordeaux.
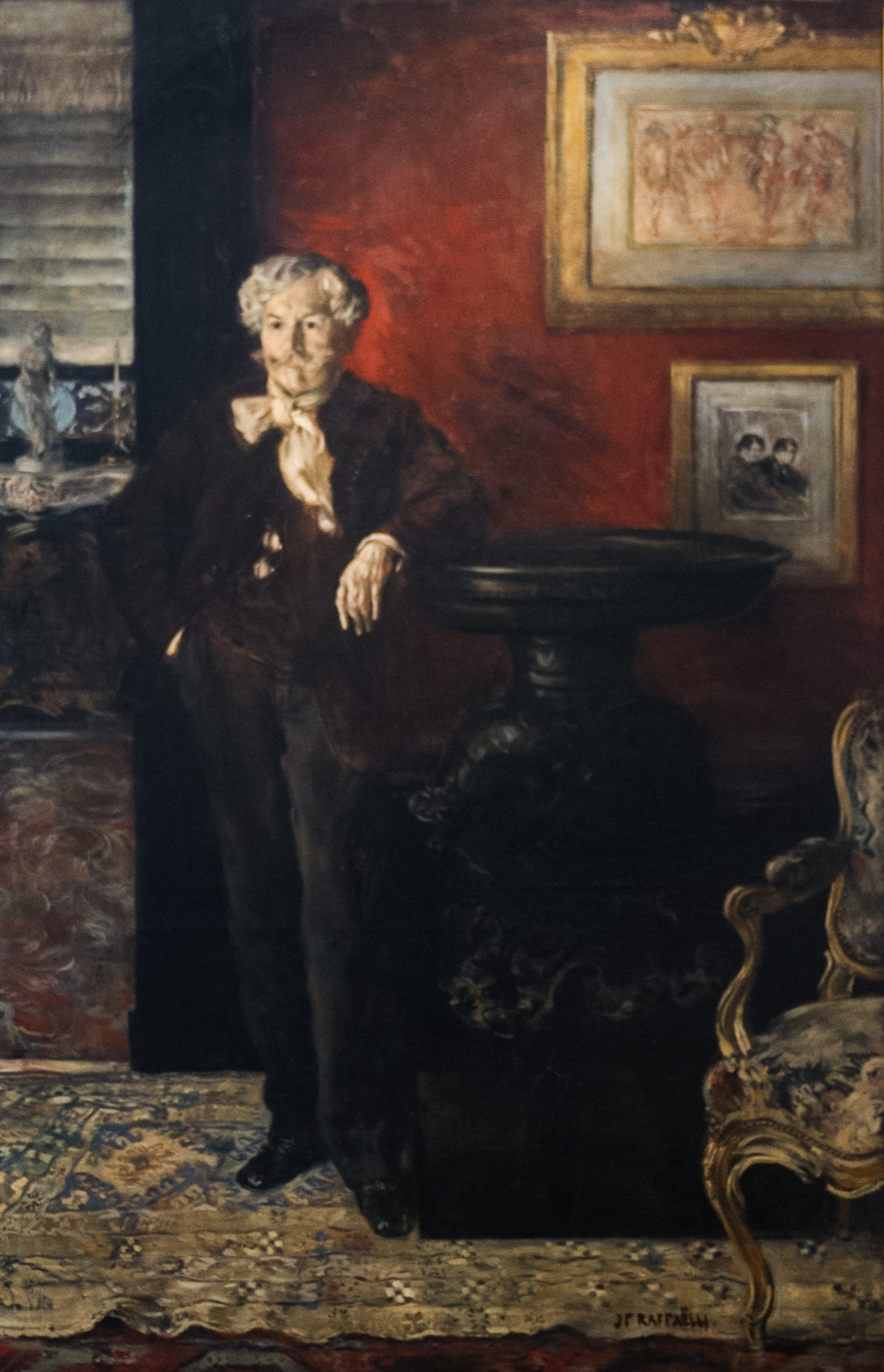
Portrait d'Edmond de Goncourt (1888), musée des Beaux-Arts de Nancy.
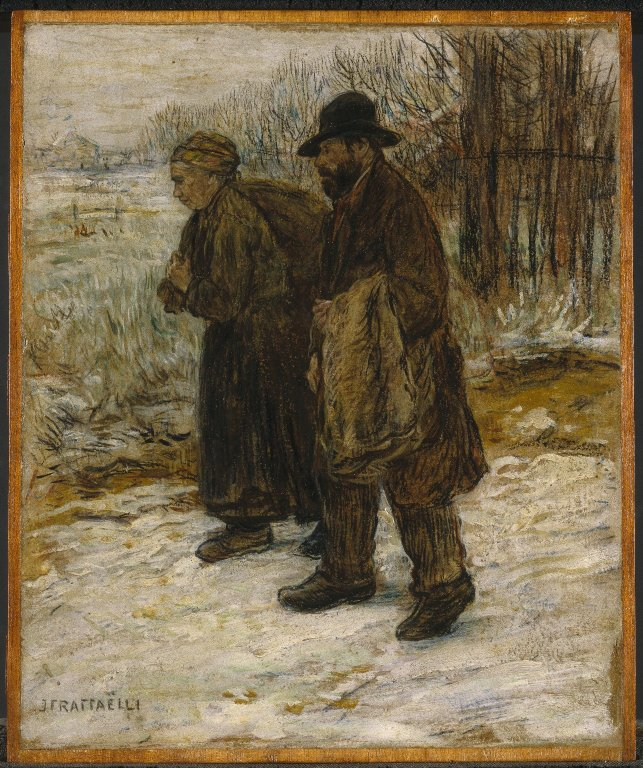
Chiffonniers parisiens (vers 1890), New York, Brooklyn Museum.
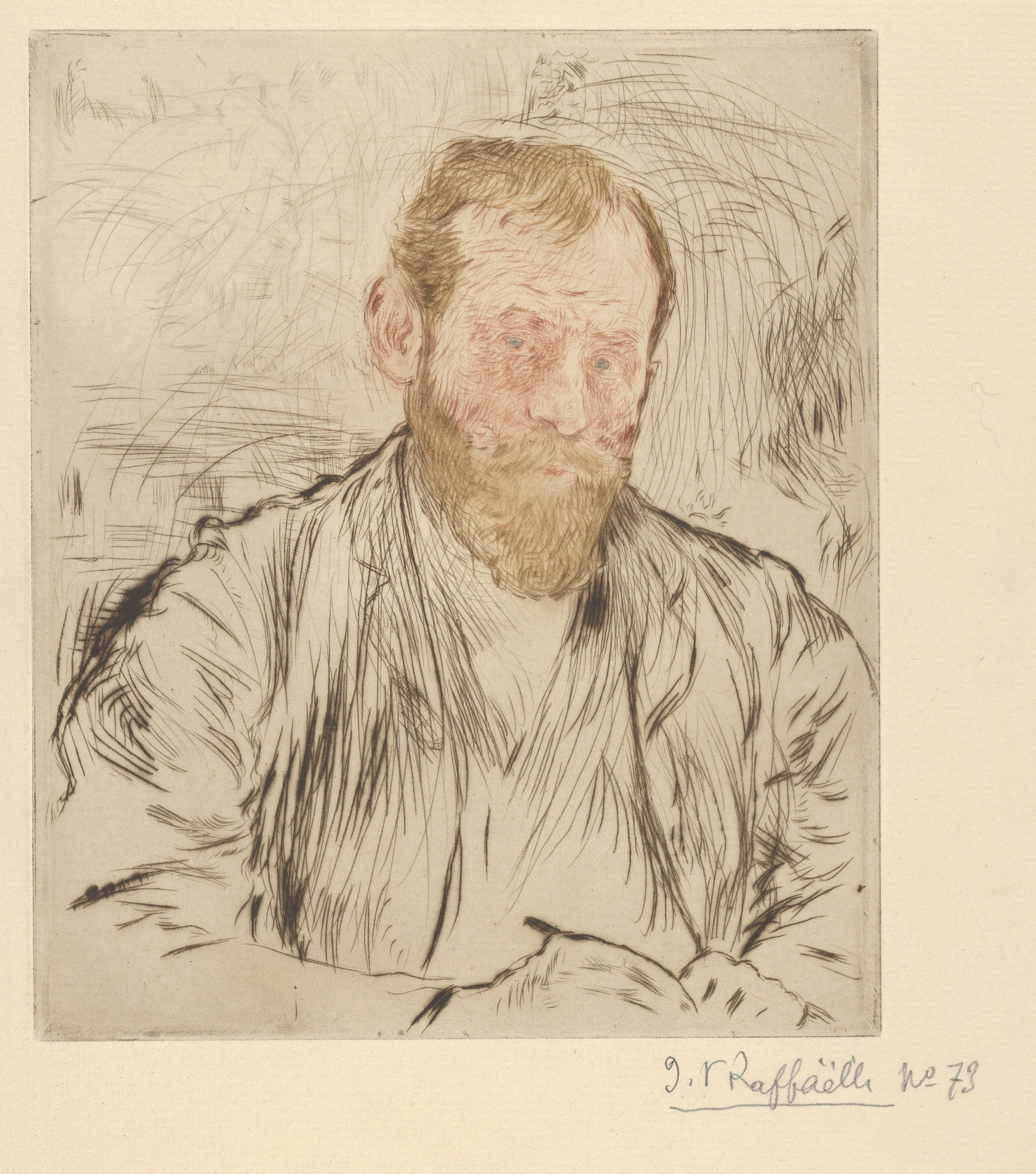
Autoportrait (1893), pointe-sèche en quatre couleurs, New York, Metropolitan Museum of Art.
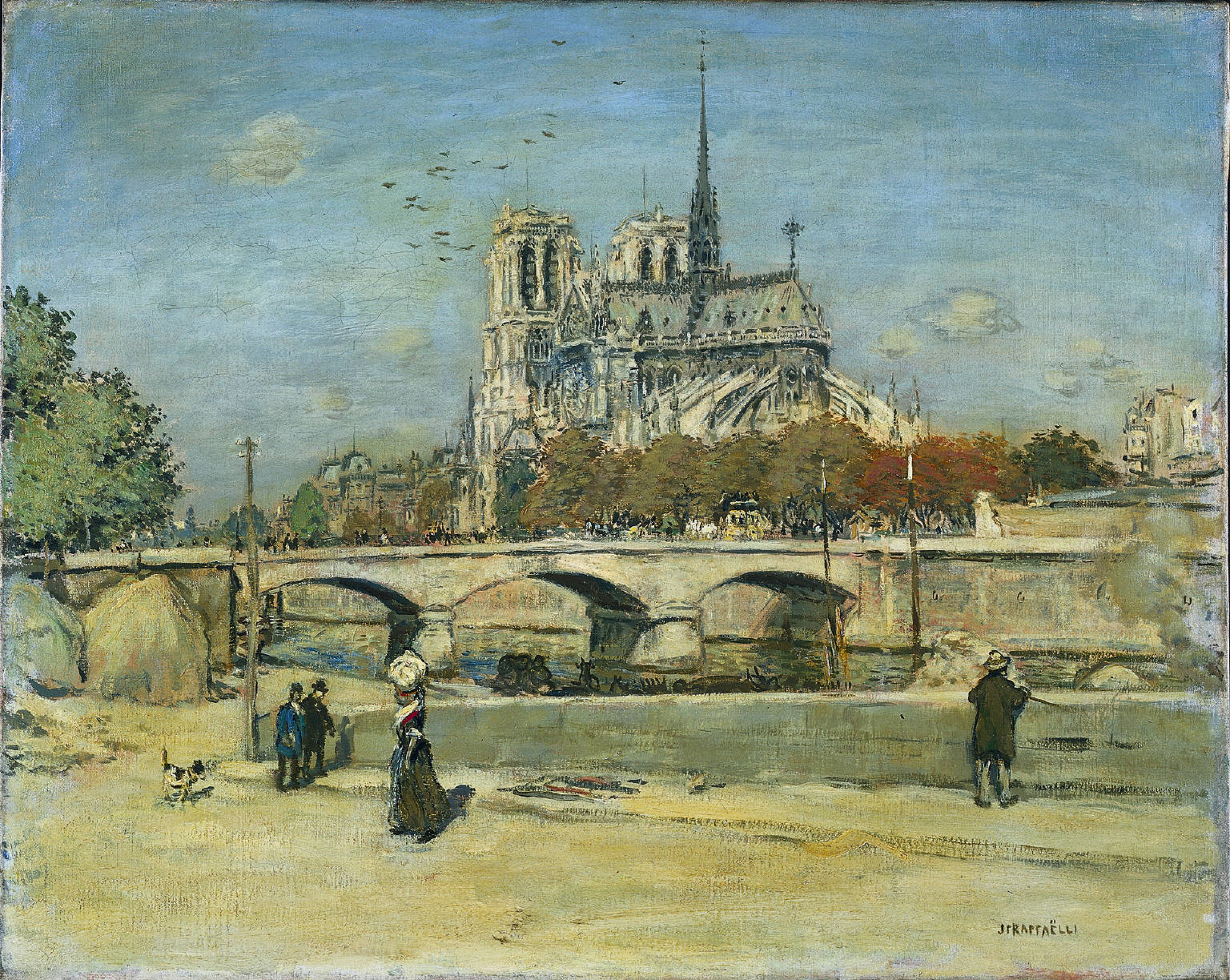
Notre-Dame vu du quai de la Tournelle (vers 1897-1902), Cleveland Museum of Art.
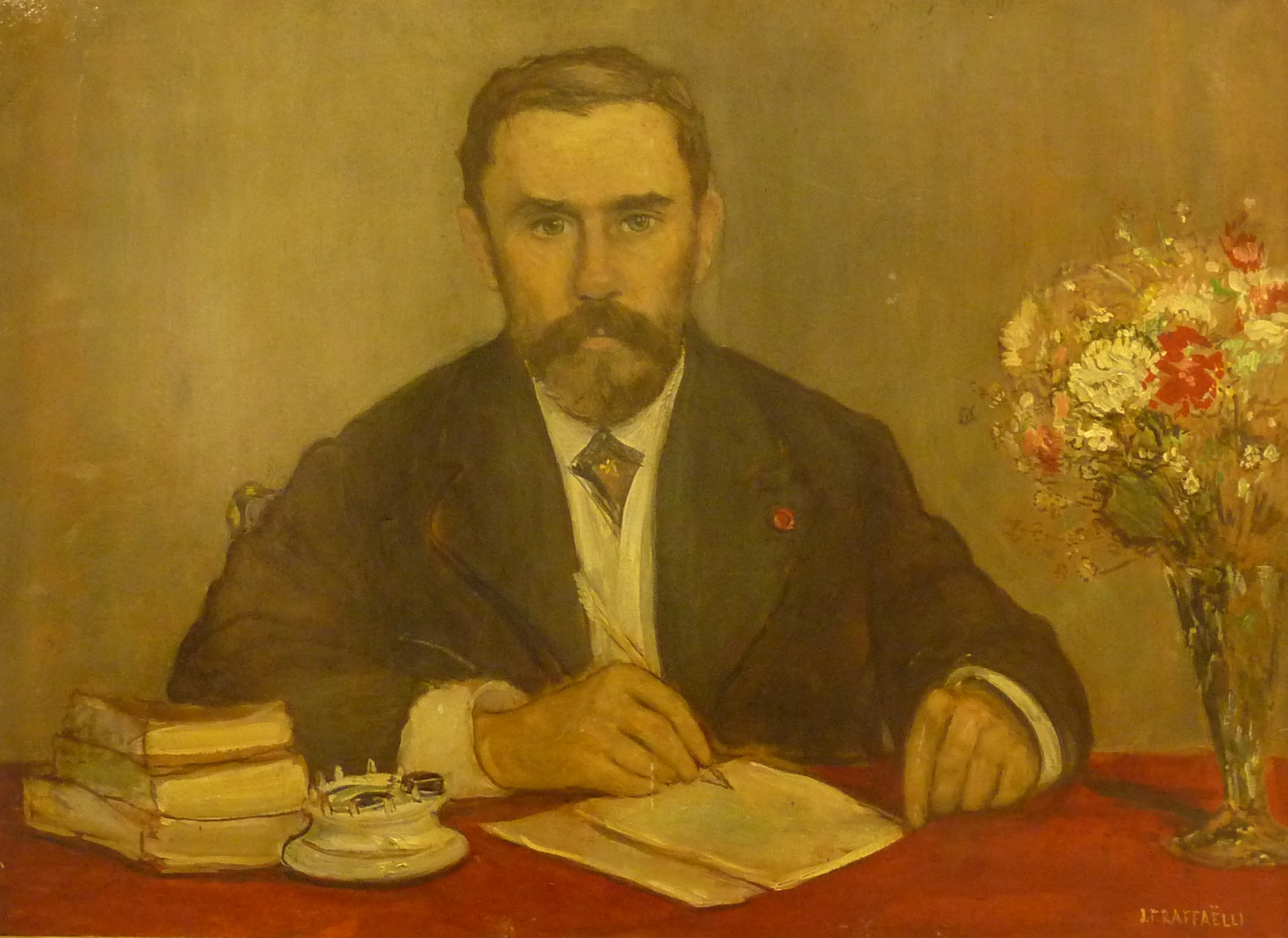
Portrait de Gustave Geffroy (1917 ou 1918), musée des Beaux-Arts de Morlaix.
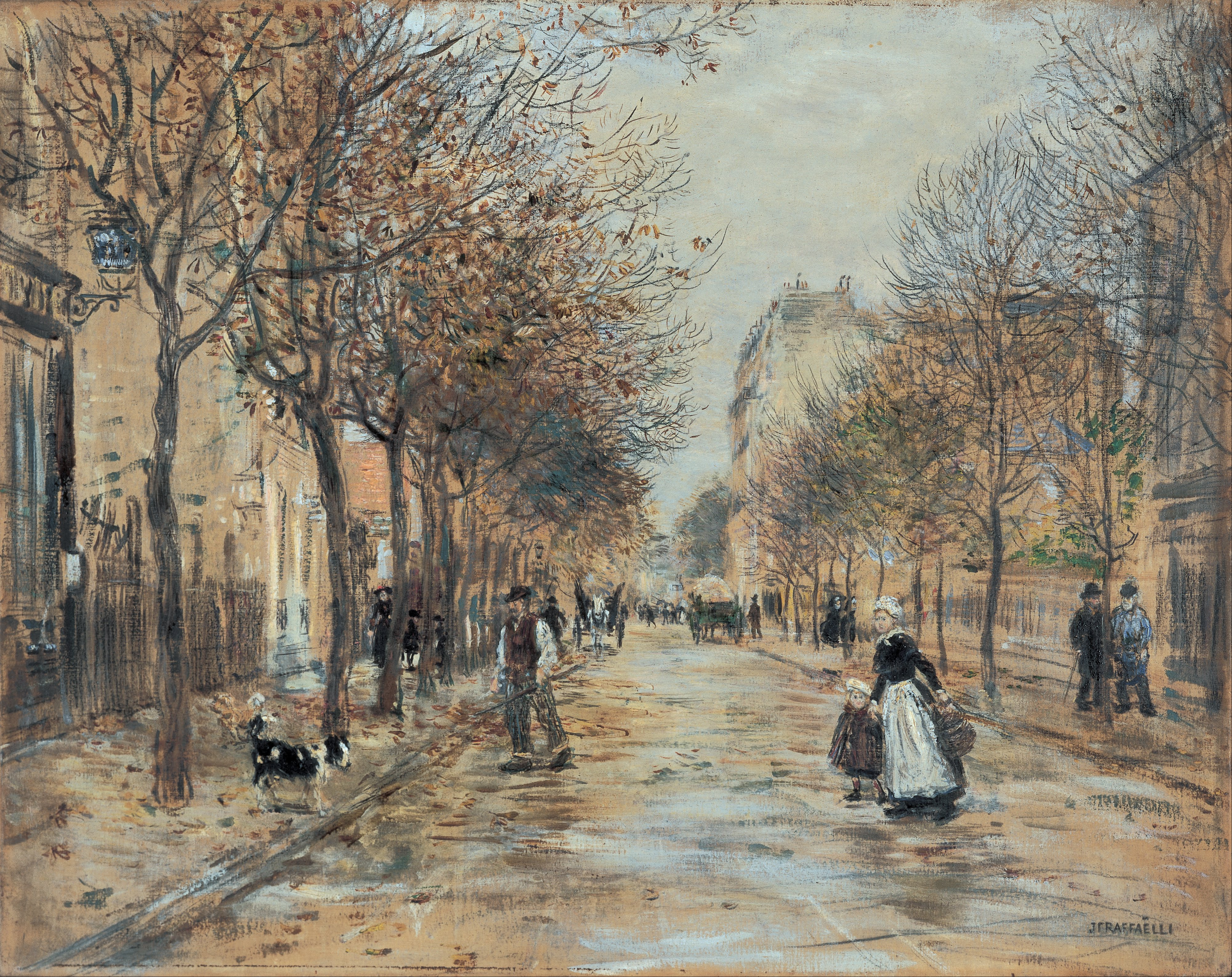
Une rue à Asnières, Kurashiki, musée d'Art Ohara.
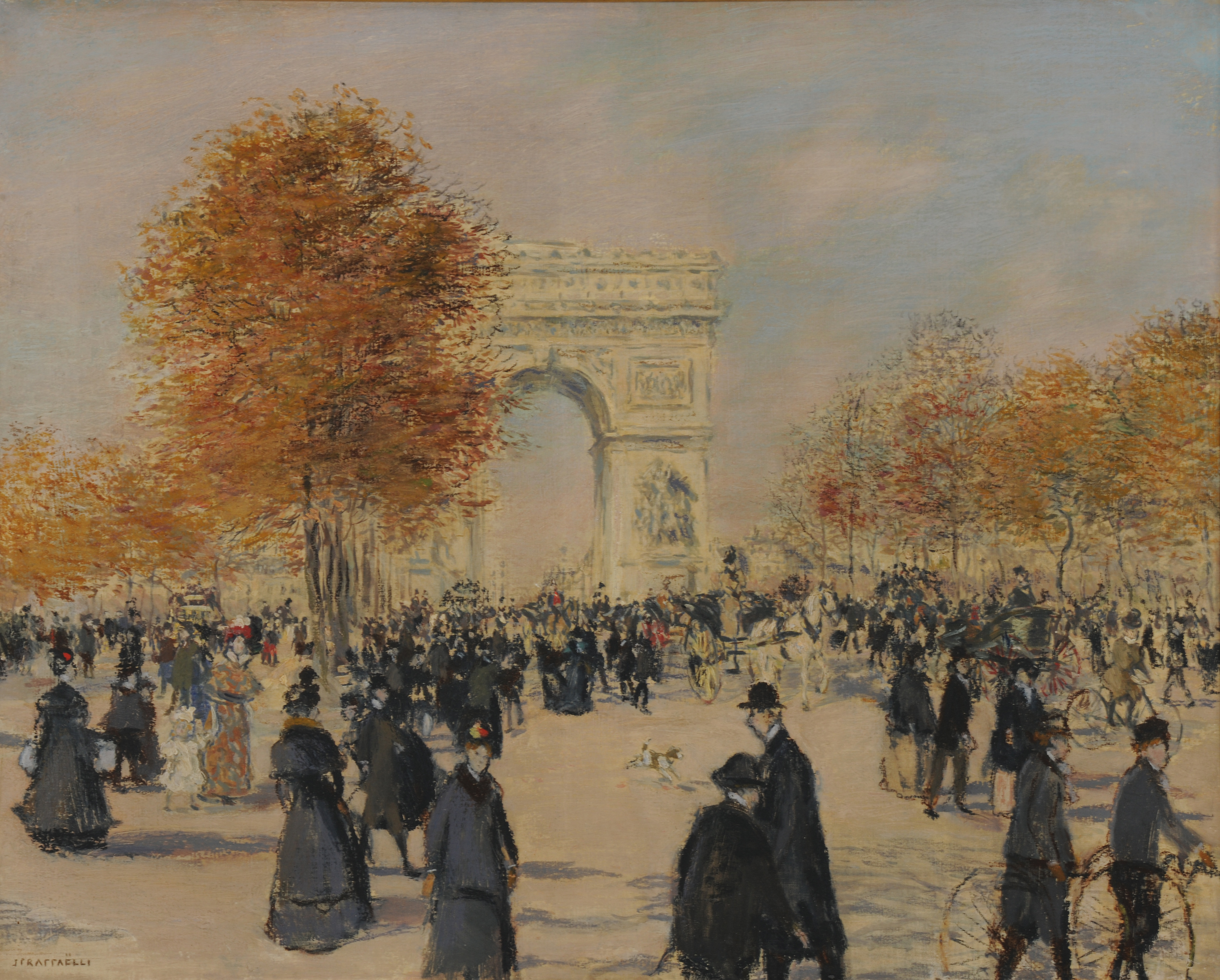
Les Champs-Élysées, 1902, musée des Beaux-arts de Reims

## Hommage
- Rue Raffaëlli (Paris)